# María de Montserrat Albareda Roca
María de Montserrat Albareda Roca   (Camagüey, 4 d'agost de 1913 - Montevideo, 23 d'agost de 1995), més coneguda pel seu pseudònim literari María de Montserrat, va ser una narradora uruguaiana pertanyent a la Generació del 45.

## Biografia
María de Montserrat va néixer a Camagüey (Cuba), però els seus pares es van instal·lar a l'Uruguai dos anys més tard. Als 17 anys va publicar Arriates en flor, un llibre de poemes on pot descobrir-se certa influència de Juana de Ibarbourou, però on més va brillar va ser al relat molt breu. Entre aquesta producció destaca el conte Retrato a lápiz, que el crític Ruben Cotelo va seleccionar per a la seva antologia Narradores uruguayos. Allà, Cotelo diu: «ha intentat recollir un Montevideo que se'n va i uns montevideans que desapareixen» en referència a la sensibilitat de l'autora per desembolicar «l'espès embolic de relacions que lliga el grup familiar dins de les classes mitjanes acomodades, algunes en decadència».
El 1951 es va estrenar una obra teatral seva, Intermitencias, dirigida per Margarita Xirgú.
Entre el 24 de febrer de 1976 i fins a la data de la seva mort, va ocupar la cadira «Bartolomé Hidalgo» en l'Acadèmia Nacional de Lletres de l'Uruguai.
El 1999, la Biblioteca Artigas, en el vol. 174 de la seva Col·lecció de Clàssics Uruguaians va publicar El País Secreto, obra escrita el 1977.
Va ser guardonada amb el Premi Canelobre d'Or atorgat per la B'nai B'rith Uruguai.
Va ser la mare de la historiadora Marta Canessa, esposa de l'expresident uruguaià Julio María Sanguinetti.

## Obres

### Poesia
- Arriates en flor (1932).

### Contes
- Tres relatos (1942).
- Cuentos mínimos (1953).
- Con motivo de vivir (Editorial Alfa, Montevideo, 1962).
- Los lugares (Editorial Alfa, 1965).
- El sonido blanco y otros cuentos (Ediciones del Aleph, 1979).
- Los juegos (Ediciones de la Banda Oriental, Montevideo, 1993).

### Novel·la
- Los habitantes (Editorial Alfa, 1968).
- La casa quinta (Ediciones de la Banda Oriental).
- El País Secreto (Colección de Clásicos Uruguayos, Biblioteca Artigas, Montevideo, 1999).

### Teatre
- Intermitencias (1951).